# Regeringen Palme I
Regeringen Palme I var en svensk regering som tillträdde den 14 oktober 1969 och avgick den 8 oktober 1976. Statsminister Olof Palmes ministär (enpartiregering) tillträdde 1969 under 1809 års regeringsform och avgick 1976 under 1974 års regeringsform.
Den svenska politiken under denna period var händelserik: flygkapningen på Bulltofta (1972), Olof Palmes kritik i jultalet 1972 av av USA:s bombningar i Vietnam ledde till frysta diplomatiska relationer till USA i över ett år, IB-affären (1973), Norrmalmstorgsdramat (1973), sprängningen av västtyska ambassaden (1975). Under 1977, efter regeringens avgång, uppdagades den så kallade bordellhärvan.
Från valet 1973 fram till valet 1976 rådde den så kallande lotteririksdagen, med jämvikt mellan Socialdemokraterna (inklusive dess passiva stödparti Vänsterpartiet Kommunisterna) och de tre borgerliga partierna. Medbestämmandelagen (MBL) hör till de av regeringen Palme I:s propositioner som antogs av Sveriges riksdag.
Tronskiftet från Gustaf VI Adolf till Carl XVI Gustaf ägde även rum under dess tid på regeringstaburetten och statsråden deltog i den konselj som hölls 19 september 1973 i Konseljsalen på Stockholms slott där konungaförsäkran förestavades.

## Statsråd
| Ämbete                                           | Minister             | Minister             | Tillträdde           | Avgick               | Parti                |                      |                      |                      |                      |
| Statsrådsberedningen                             | Statsrådsberedningen | Statsrådsberedningen | Statsrådsberedningen | Statsrådsberedningen | Statsrådsberedningen | Statsrådsberedningen | Statsrådsberedningen | Statsrådsberedningen | Statsrådsberedningen |
| ------------------------------------------------ | -------------------- | -------------------- | -------------------- | -------------------- | -------------------- | -------------------- | -------------------- | -------------------- | -------------------- |
| Statsminister                                    |                      | Olof Palme*          | 14 oktober 1969      | 8 oktober 1976       | Socialdemokraterna   |                      |                      |                      |                      |
| Samordningsminister                              |                      | Carl Lidbom          | 1 januari 1975       | 1 november 1975      | Socialdemokraterna   |                      |                      |                      |                      |
| Samordningsminister                              |                      | Thage G. Peterson    | 1 november 1975      | 8 oktober 1976       | Socialdemokraterna   |                      |                      |                      |                      |
| Justitiedepartementet                            |                      |                      |                      |                      |                      |                      |                      |                      |                      |
| Justitieminister                                 |                      | Lennart Geijer*      | 14 oktober 1969      | 8 oktober 1976       | Socialdemokraterna   |                      |                      |                      |                      |
| Utrikesdepartementet                             |                      |                      |                      |                      |                      |                      |                      |                      |                      |
| Utrikesminister                                  |                      | Torsten Nilsson*     | 14 oktober 1969      | 30 juni 1971         | Socialdemokraterna   |                      |                      |                      |                      |
| Utrikesminister                                  |                      | Krister Wickman*     | 30 juni 1971         | 3 november 1973      | Socialdemokraterna   |                      |                      |                      |                      |
| Utrikesminister                                  |                      | Sven Andersson*      | 3 november 1973      | 8 oktober 1976       | Socialdemokraterna   |                      |                      |                      |                      |
| Biståndsminister                                 |                      | Gertrud Sigurdsen    | 3 november 1973      | 8 oktober 1976       | Socialdemokraterna   |                      |                      |                      |                      |
| Nedrustnings- och kyrkominister                  |                      | Alva Myrdal          | 14 oktober 1969      | 3 november 1973      | Socialdemokraterna   |                      |                      |                      |                      |
| Försvarsdepartementet                            |                      |                      |                      |                      |                      |                      |                      |                      |                      |
| Försvarsminister                                 |                      | Sven Andersson*      | 14 oktober 1969      | 3 november 1973      | Socialdemokraterna   |                      |                      |                      |                      |
| Försvarsminister                                 |                      | Eric Holmqvist*      | 3 november 1973      | 8 oktober 1976       | Socialdemokraterna   |                      |                      |                      |                      |
| Socialdepartementet                              |                      |                      |                      |                      |                      |                      |                      |                      |                      |
| Socialminister                                   |                      | Sven Aspling*        | 14 oktober 1969      | 8 oktober 1976       | Socialdemokraterna   |                      |                      |                      |                      |
| Familje-, ungdoms- och invandrarminister         |                      | Camilla Odhnoff      | 14 oktober 1969      | 3 november 1973      | Socialdemokraterna   |                      |                      |                      |                      |
| Kommunikationsdepartementet                      |                      |                      |                      |                      |                      |                      |                      |                      |                      |
| Kommunikationsminister                           |                      | Bengt Norling*       | 14 oktober 1969      | 8 oktober 1976       | Socialdemokraterna   |                      |                      |                      |                      |
| Finansdepartementet                              |                      |                      |                      |                      |                      |                      |                      |                      |                      |
| Finansminister                                   |                      | Gunnar Sträng*       | 14 oktober 1969      | 8 oktober 1976       | Socialdemokraterna   |                      |                      |                      |                      |
| Löneminister                                     |                      | Bertil Löfberg       | 14 oktober 1969      | 1 november 1975      | Socialdemokraterna   |                      |                      |                      |                      |
| Löneminister och minister för nordiskt samarbete |                      | Kjell-Olof Feldt     | 1 november 1975      | 8 oktober 1976       | Socialdemokraterna   |                      |                      |                      |                      |
| Utbildningsdepartementet                         |                      |                      |                      |                      |                      |                      |                      |                      |                      |
| Utbildningsminister                              |                      | Ingvar Carlsson*     | 14 oktober 1969      | 3 november 1973      | Socialdemokraterna   |                      |                      |                      |                      |
| Utbildningsminister                              |                      | Bertil Zachrisson*   | 3 november 1973      | 8 oktober 1976       | Socialdemokraterna   |                      |                      |                      |                      |
| Undervisningsminister                            |                      | Sven Moberg          | 14 oktober 1969      | 3 november 1973      | Socialdemokraterna   |                      |                      |                      |                      |
| Skolminister                                     |                      | Lena Hjelm-Wallén    | 4 januari 1974       | 8 oktober 1976       | Socialdemokraterna   |                      |                      |                      |                      |
| Jordbruksdepartementet                           |                      |                      |                      |                      |                      |                      |                      |                      |                      |
| Jordbruksminister                                |                      | Ingemund Bengtsson*  | 14 oktober 1969      | 3 november 1973      | Socialdemokraterna   |                      |                      |                      |                      |
| Jordbruksminister                                |                      | Svante Lundkvist*    | 3 november 1973      | 8 oktober 1976       | Socialdemokraterna   |                      |                      |                      |                      |
| Handelsdepartementet                             |                      |                      |                      |                      |                      |                      |                      |                      |                      |
| Handelsminister                                  |                      | Gunnar Lange*        | 14 oktober 1969      | 9 oktober 1970       | Socialdemokraterna   |                      |                      |                      |                      |
| Handelsminister                                  |                      | Kjell-Olof Feldt*    | 3 oktober 1970       | 1 november 1975      | Socialdemokraterna   |                      |                      |                      |                      |
| Handelsminister                                  |                      | Carl Lidbom*         | 1 november 1975      | 8 oktober 1976       | Socialdemokraterna   |                      |                      |                      |                      |
| Minister för nordiskt samarbete                  |                      | Kjell-Olof Feldt*    | 3 oktober 1970       | 1 november 1975      | Socialdemokraterna   |                      |                      |                      |                      |
| Inrikesdepartementet/Arbetsmarknadsdepartementet |                      |                      |                      |                      |                      |                      |                      |                      |                      |
| Inrikesminister                                  |                      | Eric Holmqvist*      | 14 oktober 1969      | 3 november 1973      | Socialdemokraterna   |                      |                      |                      |                      |
| Inrikesminister                                  |                      | Ingemund Bengtsson*  | 3 november 1973      | 31 december 1973     | Socialdemokraterna   |                      |                      |                      |                      |
| Arbetsmarknadsminister                           |                      | Ingemund Bengtsson*  | 1 januari 1974       | 8 oktober 1976       | Socialdemokraterna   |                      |                      |                      |                      |
| Invandrar- och jämställdhetsminister             |                      | Anna-Greta Leijon    | 3 november 1973      | 8 oktober 1976       | Socialdemokraterna   |                      |                      |                      |                      |
| Bostadsdepartementet                             |                      |                      |                      |                      |                      |                      |                      |                      |                      |
| Bostadsminister                                  |                      | Ingvar Carlsson*     | 3 november 1973      | 8 oktober 1976       | Socialdemokraterna   |                      |                      |                      |                      |
| Civildepartementet/Kommundepartementet           |                      |                      |                      |                      |                      |                      |                      |                      |                      |
| Civilminister                                    |                      | Svante Lundkvist*    | 14 oktober 1969      | 3 november 1973      | Socialdemokraterna   |                      |                      |                      |                      |
| Civilminister                                    |                      | Hans Gustafsson*     | 3 november 1973      | 31 december 1973     | Socialdemokraterna   |                      |                      |                      |                      |
| Kommunminister                                   |                      | Hans Gustafsson*     | 1 januari 1974       | 8 oktober 1976       | Socialdemokraterna   |                      |                      |                      |                      |
| Kyrkominister                                    |                      | Hans Gustafsson*     | 3 november 1973      | 8 oktober 1976       | Socialdemokraterna   |                      |                      |                      |                      |
| Industridepartementet                            |                      |                      |                      |                      |                      |                      |                      |                      |                      |
| Industriminister                                 |                      | Krister Wickman*     | 14 oktober 1969      | 30 juni 1971         | Socialdemokraterna   |                      |                      |                      |                      |
| Industriminister                                 |                      | Rune B. Johansson*   | 30 juni 1971         | 8 oktober 1976       | Socialdemokraterna   |                      |                      |                      |                      |
| Konsultativa statsråd                            |                      |                      |                      |                      |                      |                      |                      |                      |                      |
| Juristkonsult                                    |                      | Sven-Eric Nilsson    | 14 oktober 1969      | 30 juni 1973         | Socialdemokraterna   |                      |                      |                      |                      |
| Juristkonsult                                    |                      | Carl Lidbom          | 14 oktober 1969      | 31 december 1974     | Socialdemokraterna   |                      |                      |                      |                      |